# Io Volcano Observer
Pour les articles homonymes, voir IVO.
Io Volcano Observer (IVO) est un projet de sonde spatiale d'étude du satellite  Io de  Jupiter proposée par l'Université de l'Arizona. Le projet est proposé à plusieurs reprises comme candidat au programme Discovery. Finaliste en 2020, il n'est finalement pas retenu.  Dans le cadre de la mission, la sonde spatiale doit effectuer 7 survols de Io. Les objectifs scientifiques de la mission sont l'étude du volcanisme de Io. Il s'agit d'étudier l'impact de la lune sur le système de Jupiter en mesurant les flux de chaleur globaux, le champ magnétique induit, la température de la lave, en déterminant la composition de son atmosphère, des panaches volcaniques et des laves.

## Contexte

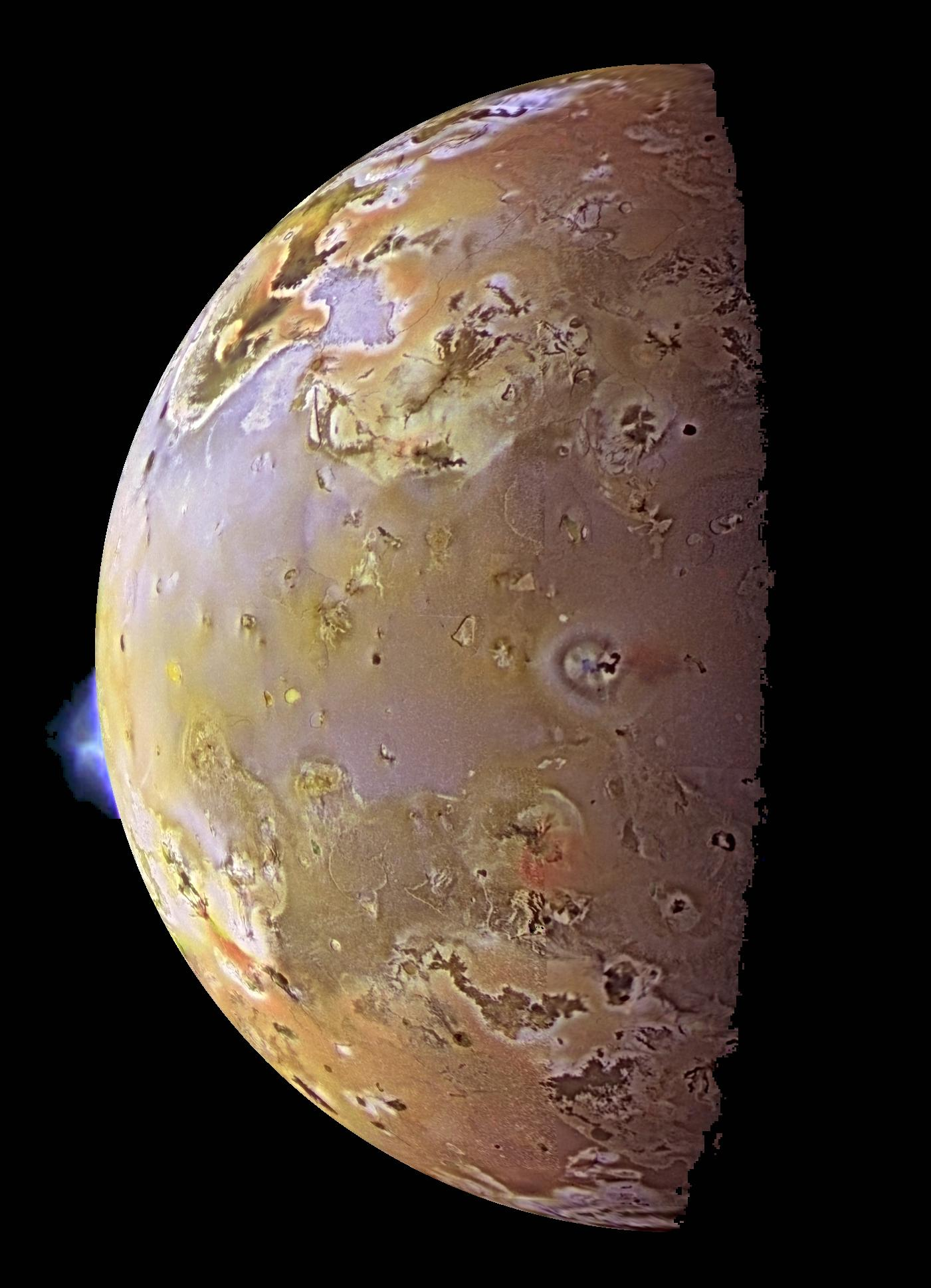
Panache volcanique généré par une gigantesque éruption volcanique s'élevant au-dessus de la surface d'Io.

Le volcanisme actif de Io, lune de Jupiter a été découvert par Voyager 1 en mars 1979. Cette quantité importante de volcanisme sur Io est le résultat de chauffage dû aux forces de marée, un processus également observé sur d'autres satellites des planètes extérieures, tels que Encelade et Europe. Sur ces deux lunes, le chauffage a permis la présence d'océans d'eau liquide sous la surface de ces lunes, avec des conséquences considérables sur leur géologie et fournissant un possible habitat pour une hypothétique vie. Depuis sa découverte en 1979, l'activité volcanique sur Io a été observée par des instruments au sol ainsi que par les sondes Galileo, Cassini, et New Horizons. Galileo a survolé Io par sept fois au cours de ses huit ans de mission près de Jupiter. Toutefois, la faible bande passante descendante de Galileo à cause de son antenne à gain élevé endommagé, les problèmes des caméras et du spectromètre, et les dispositifs de sécurité des événements survenus au cours de plusieurs rencontres ont limité la quantité et la qualité des données qui auraient pu être retournées à partir de ces survols. Les deux autres sondes, Cassini et New Horizons, ont survolé le système de Jupiter à des distances supérieures de l'orbite de Callisto, le plus éloigné des satellites galiléens, limitant la durée de résolution et le temps de leurs données.

## Historique du projet
Le projet Io Volcano Observer est un des candidats proposés dans le cadre du programme Discovery de la NASA en 2007, 2009, 2015. Ce programme est destiné aux missions d'exploration du système solaire ayant un cout plafonné à 500 millions US$ (en 2019). Le projet IVO fait partie de la vingtaine de  propositions évaluées pour la sélection  des 15e et 16e missions  du programme Discovery qui sont recueillies par l'agence spatiale américaine entre le 1er avril et le 1er juillet 2019. IVO est une des quatre propositions  finalistes annoncées par l'agence spatiale le 13 février 2020 avec deux missions à destination de la planète Vénus DAVINCI et VERITAS et Trident à destination Triton, lune de Neptune. Les équipes projet de chacune des quatre missions disposent de 9 mois pour détailler leur concept et reçoivent 3 millions US$ pour mener à bien cette étude. Le 2 juin 2021 la NASA officialise la sélection des deux missions à destination de Vénus VERITAS et DAVINCI.

## Description de la mission
La NASA avait d'abord annoncé que le lancement IVO serait effectué avec une fusée Atlas V (401) pendant une fenêtre de lancement en janvier 2015. Après le lancement, l'engin spatial effectuerait une trajectoire VEEGA (Venus Earth Earth Gravity Assist), en utilisant une assistance gravitationnelle de Vénus en janvier 2016 et deux de Terre en février 2017 et février 2019 pour envoyer la sonde sur une trajectoire liée à Jupiter. Après un survol de Io sur son chemin, Io Volcano Observer exécuterait, en juillet 2021, une insertion en orbite jovienne pour entrer dans une orbite inclinée, autour de Jupiter. À la suite d'une mise en orbite initiale de six mois, IVO se heurterait à 6-10 fois lors d'une mission primaire de 18 mois. Comme IVO serait une orbite inclinée (~49°), au cours de chacune de ces rencontres, aurait une approche de Io sur sa région polaire sud, qui prendrait sa plus proche approche près de l'équateur de Io à des distances allant de 100 à 1 000 km, et partent de Io par sa région polaire nord. Pour faciliter la détection des changements, le vaisseau spatial rencontrerait également Io près du même point de l'orbite de Io, maintenant des conditions d'éclairage similaires au cours de la mission nominale. À la suite de la mission primaire, si la sonde spatiale et sa source d'énergie restent en bonne santé, une mission élargie pourrait être approuvée. Cette mission prolongée pourrait inclure jusqu'à la période orbitale de IVO à un an de la durée dans le cadre d'un test de la durée de vie des ASRGs, pour surveiller des changements du satellite sur une période de plus longue durée, et éventuellement rencontrer l'un des satellites extérieurs irréguliers de Jupiter. Une telle mission prolongée pourrait durer jusqu'à huit ans, avec un potentiel atteignant jusqu'à huit rencontres supplémentaires.
Les fonds nécessaires ne furent pas débloqués à temps, toutefois en juin 2014, la Nasa a annoncé que la mission pourrait être lancée le 31 décembre 2021.

## Objectifs scientifiques
Les objectifs scientifiques de la mission sont,
,.
- comprendre le volcanisme actif Io et ses implications pour les processus volcaniques sur d'autres planètes tout au long des temps géologiques ;
- comprendre la structure interne de Io et les mécanismes de chauffage provoqués par les forces de marée et les implications pour l'évolution couplée orbitale-thermique des satellites et des planètes extrasolaires ;
- comprendre les processus qui forment les montagnes et les paterae sur Io et les implications pour la tectonique dans des conditions de chaleur à haut flux qui peuvent avoir existé au début de l'histoire des autres corps planétaires ;
- comprendre comment Io affecte le système jovien, et les implications pour l'étude des autres systèmes planétaires ;
- rechercher des preuves de l'activité à l'intérieur profond de Io et comprendre la génération de champs magnétiques internes.

## Alimentation
S'il est sélectionné par la NASA, la mission Io Volcano Observer devrait tester un nouveau générateur Stirling à radioisotope avancé (ASRG), qui est un prototype destiné à assurer l'alimentation tout au long de la durée de vie de missions planétaires. L'ASRG est un système d'alimentation à radioisotope utilisant un moteur Stirling et qui devrait générer 140 à 160 W de puissance électrique, c'est quatre fois plus efficace qu'un générateur thermoélectrique à radioisotope, système utilisé actuellement. Sa masse est de 20 kg et il aura une durée de vie nominale de 14 ans.
Spécifications
- Durée de vie : ≥ 14 ans
- Puissance nominale : 140 W
- Masse : ~ 20 kg
- Efficacité du système : ~ 30 %
- 2 modules GPHS à 238Pu
- Utilisation de 0,8 kg de Plutonium 238